# Аэций из Амиды
Аэций Амидийский, или Аэций из Амиды (греч. Αέτιος ο Αμιδηνός; 502—572) — византийский врач.

## Биография
Биографических сведений об Аэции сохранилось немного, в основном, они почерпнуты из его собственного труда и из сочинений патриарха Фотия. Аэций учился в Александрии — тогдашнем центре научного мира. По некоторым сведениям, был придворным врачом императора Юстиниана I и носил чин κόμης ὀψικίου.
Известен как автор фундаментального врачебного труда «Шестнадцать книг о медицине» (названного при одном из первых изданий «Тетрабиблос» — «Четверокнижие»). Большинство из 16 книг сочинения посвящены заболеваниям определённых органов или частей тела, при этом Аэций сначала приводит информацию об анатомии и физиологии этих органов, затем описывает симптомы и развитие соответствующих заболеваний, после чего рассказывает о методах их лечения, как фармацевтических, так и физических (ванны, гимнастика, рацион питания). Первые две книги представляют собой справочники лекарств (в том числе лекарственных растений), последняя, 16-я посвящена гинекологии и акушеству, кулинарным рецептам, средствам для бальзамирования. Также приводятся сведения (в разных книгах) об общей хирургии, изготовлении противоядий, косметических средствах, климатологии, человеческих темпераментах и т. д. По мнению современного учёного, описание глазных болезней у Аэция оставалось лучшим вплоть до Эпохи просвещения.
Сочинение Аэция содержит многочисленные и порой обширные цитаты из греческих и римских учёных, главным образом Архигена, Сорана, Галена и Орибазия. Сведения о женщине-враче Аспазии дошли до нас только благодаря использованию Аэцием отрывков из её трудов.
Работа Аэция признаётся одним из важнейших учебников медицины для молодых византийских врачей, она использовалась позднейшими учёными (например, Павлом Эгинским).